# Sakhalin (tỉnh)
Sakhalin Oblast (tiếng Nga:Сахали́нская о́бласть, Sakhalinskaya oblast) là một chủ thể liên bang của Nga (một tỉnh). Trung tâm hành chính là thành phố Yuzhno-Sakhalinsk. Tỉnh này bao gồm đảo Sakhalin và quần đảo Kuril.

## Hành chính

Hành chính tỉnh Sakhalin

- Yuzhno-Sakhalinsk
- Alexandrovsk-Sakhalinsky
- Anivsky
- Dolinsky
- Kholmsky
- Korsakovsky
- Kurilsky
- Makarovsky
- Nevelsky
- Nogliksky
- Okhinsky
- Poronaysky
- Severo-Kurilsky
- Smirnykhovsky
- Tomarinsky
- Tymovsky
- Uglegorsky
- Yuzhno-Kurilsky

## Liên kết
Tư liệu liên quan tới Sakhalin Oblast tại Wikimedia Commons
- (tiếng Nga) Official website of Sakhalin Oblast
- Steam and the Railways of Sakhalin
- (tiếng Nga) Demoskop Weekly